# Nahua

De regio Aridoamerica van Noord-Amerika

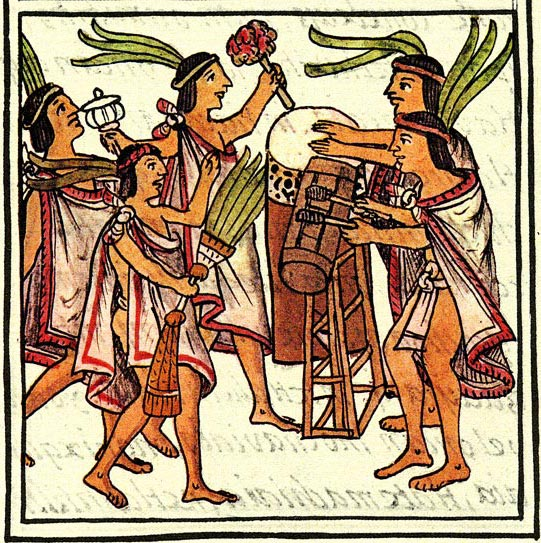
Azteekse muzikanten, uit de Florentijnse Codex

De Nahua (Nahuatl: Mexihcah, Nahuatlacah of Macehualtin) of (verouderd) Mexicanen zijn een volk in Mexico. Ze zijn de afstammelingen van de Azteken. Er leven 2.445.969 Nahua in Mexico, en daarmee zijn zij de talrijkste van de inheemse volkeren van Mexico.

## Taal
De naam Nahua is afkomstig van hun taal, het Nahuatl. Zij noemen zichzelf Nahuatlacah, mensen die een duidelijke taal spreken, Macehualtin, gewone mensen, of Mexihcah, Mexicanen. Anderhalf miljoen Nahua spreken Nahuatl, dat daarmee de belangrijkste inheemse taal van Noord-Amerika is, maar de meesten spreken ook Spaans. 

## Landbouw
De Nahua zijn een landbouwvolk: ze verbouwen maïs, bonen, chilipepers, tomaten, pompoenen, maguey, suikerriet, rijst en koffie.

## Geschiedenis

### Vóór de Spaanse verovering
De Chichimeken (bewoners van Chichiman, 'gebied van melk' en een verzamelnaam voor verschillende Nahua volken) waren jager-verzamelaars in de steppen van Aridoamerica. Rond 2100 v.Chr. werd er maïs gecultiveerd.
De Nahua wonen zeker sinds het jaar 600 in Mexico, en mogelijk langer. De Nahua zijn van oorsprong afkomstig uit het noorden.
De Nahua komen uit de woestijnen van Noord-Amerika (Aridoamerica) en ze migreerden in verschillende golven naar Centraal Mexico. De Nahua zijn verwant aan indianenvolkeren uit het noorden van Mexico en het westen van de huidige Verenigde Staten, als sprekers van Uto-Azteekse talen zoals Yaqui, Tarahumara, Shoshone, Comanche, Hopi en Ute. 
De Pochuteken splitsten zich het eerst af en trokken, mogelijk rond 400, naar Oaxaca. Rond 1000 vestigden de Tolteken, onder leiding van Topiltzin Ce Acatl Quetzalcoatl, zoon van de Chichimeekse leider Ce Tecpatl Mixcoatl, hun heerschappij over grote delen van Centraal Mexico, waarover ze regeerden vanuit Tollan Xicocititlan (Tula). 
Na de val van de Tolteken trokken de Pipil en Nicarao zuidwaarts tot El Salvador en Nicaragua.
De Xochimilca's regeerden vanuit Xochimilco over het gebied ten zuiden van het Texcocomeer, de Tepaneken ten westen ervan en de Acolhua's ten oosten van de Vallei van Mexico.
De Mexica (Azteken) kwamen als laatsten en vestigden zich op een eiland in het Texcoco meer. Zij vormden het Azteekse Rijk.
De Azteken en Tolteken zijn de directe voorouders van de Nahua. De Pipil uit El Salvador en de (inmiddels verdwenen) Nicarao uit Nicaragua gelden als de naaste verwanten van de Nahua.

## Geloof
De Nahua zijn overwegend rooms-katholiek, maar met een sterke syncretistische inslag. Ze besteden veel aandacht aan heiligen, zoals de Maagd van Guadalupe. Er is een sterk bijgeloof en geloof in bovennatuurlijke wezens. Dit zijn restanten van de oude Azteekse godsdienst.